# Thor Steinar
Thor Steinar je německá registrovaná značka oblečení vyráběného společností MediaTex GmbH.
Známku Thor Steinar zaregistroval v říjnu 2002 Axel Kopelke z města Königs Wusterhausen. Firemní logo se skládalo z run Teiwaz a Sowulo, z nichž vycházely některé nacistické symboly, což vyústilo v kontroverze. Společnost jej proto později musela změnit. Současné logo tvoří runa gebo a dvě tečky. Společnost vyrábí pánské, dámské i dětské oblečení.

## Brevik
V lednu 2012 Thor Steinar otevřel obchod v Saské Kamenici pod názvem Brevik. I když jde o jméno norského města, podobnost se jménem teroristy Anderse Behringa Breivika je zjevná a místní úřady hledají způsob, jak obchod uzavřít.